# Paula Gambara Costa
Paula Gambara Costa OFS (ur. 3 marca 1463 w Brescii; zm. 24 stycznia 1515) – włoska błogosławiona Kościoła katolickiego, tercjarka franciszkańska.
Pochodziła z rodu hrabiowskiego. Mając 12 lat, w 1485 roku została wydana za mąż za hrabiego Ludwika Costę. Nie miała łatwego życia z mężem. W wieku 15 lat zaszła ciążę i w 1488 roku urodziła syna Jana Franciszka. Odtąd spędzała czas na modlitwie. W 1504 roku Ludwik, na skutek choroby kochanki zmienił się. Wówczas Paula wybaczyła wszystko mężowi i otoczyła opieką chorą kochankę męża. Zmarła w wieku 42 lat.
W 1845 roku jej kult jako błogosławionej potwierdził papież Grzegorz XVI.